# Machimus submaculus
Machimus submaculus är en tvåvingeart som beskrevs av Martin 1975. Machimus submaculus ingår i släktet Machimus och familjen rovflugor. Inga underarter finns listade i Catalogue of Life.